# Gonomyia (Leiponeura) noctabunda
Gonomyia (Leiponeura) noctabunda is een tweevleugelige uit de familie steltmuggen (Limoniidae). De soort komt voor in het Afrotropisch gebied.